# Saara Hopea-Untracht
Saara Elisabet Hopea-Untracht, född Hopea 26 augusti 1925 i Borgå, död där 25 juni 1984, var en finländsk inredningsarkitekt och glas- och smyckeformgivare.
Saara Hopea-Untracht var dotter till en guldsmed. Hon utbildade sig till inredningsarkitekt på Centralskolan för konstflit i Helsingfors mellan 1943 och 1946. Hon var formgivare på Majander Oy, 1946–1948 och Oy Taito Ab 1948–1951. Därefter anställdes hon 1952 av Kaj Franck på Notsjö glasbruk som brukets andra fast anställda formgivare i ordningen och var där till 1959. Hon formgav därefter från 1959 smycken för sin familjs firma Ossian Hopea i Borgå fram till sin död 1984.
Hon gifte sig 1960 med den amerikanske konsthantverkaren, fotografen och författaren Oppi Untracht (1922–2008) och flyttade till New York. Paret bosatte sig i Finland 1967.
Saara Hopea–Untracht belönades med silvermedaljer på Milanotriennalen 1954 och 1957. År 1982 fick hon Finländska statens pris för konsthantverk.